# Eggcode
 (août 2020).
 (août 2020).
Eggcode est un studio de jeux vidéo indépendants créés en 2010 par Stefan Pohl. Le studio est situé en Allemagne, à Vlotho.
Le studio est connu notamment pour la publication de son Mad Games Tycoon, mais aussi Mad Tower Tycoon.

## Jeux
- Mad Games Tycoon sorti en 2016 sur Steam[3] et en 2019 sur les consoles de dernière génération[4]
- Mad Tower Tycoon sorti le 14 janvier 2020 uniquement sur Steam[5]
- Mad Games Tycoon 2 sorti le 21 janvier 2021[6]
- Mad télévision tycoon sortie prévue en 2025 [7] https://www.instagram.com/reel/DGk-571xvkV/?igsh=cnhhajhpOGliNnhj